# Michael Chiesa
Michael Keith Chiesa (Aurora, 7 de dezembro de 1987) é um lutador estadunidense de artes marciais mistas, atualmente compete no peso-meio médio  do Ultimate Fighting Championship, venceu o The Ultimate Fighter: Team Cruz vs. Team Faber.

## Carreira no MMA
Chiesa iniciou sua carreira em 2008, no Thunder and Lighting contra Charon Spain, venceu por Finalização. Após sete lutas invictos teve a chance de participar do The Ultimate Fighter: Team Cruz vs. Team Faber.

### The Ultimate Fighter: Live
Chiesa foi anunciado entre os 32 lutadores Peso Leve para participar do primeiro The Ultimate Fighter transmitido ao vivo.
Chiesa garantiu a vaga na casa, ao vencer Johnavan Vistante por Finalização, e foi a quinta escolha de Urijah Faber.
Na luta preliminar, venceu Jeremy Larsen, por Decisão Unânime após dois rounds.
Nas quartas-de-final, venceu Justin Lawrence. Após dois rounds, os juízes marcaram empate e eles tiverem que ir para o terceiro e último round. No terceiro round Chiesa ganhou uma posição superior no chão e venceu a luta por Nocaute Técnico e avançou para as semi-finais.
Chiesa enfrentou James Vick, da equipe Cruz, na semi-final e nocauteou no segundo round. E avançou para a final contra seu companheiro de equipe Al Iaquinta, no The Ultimate Fighter: Live Finale.

### Ultimate Fighting Championship
Chiesa fez sua estréia no The Ultimate Fighter: Live Finale contra seu companheiro de equipe na casa do The Ultimate Fighter, Al Iaquinta. Chiesa venceu por Finalização aos 2:47 do primeiro round, ganhando o prêmio de Finalização da Noite. E se tornou o primeiro campeão de um The Ultimate Fighter transmitido ao vivo
Chiesa era esperado para enfrentar Rafaello Oliveira no UFC on Fox: Henderson vs. Diaz dia 8 de Dezembro de 2012. Porém Oliveira foi forçado a se retirar da luta e foi substiuído por Marcus LeVesseur, porém Chiesa também se lesionou e foi forçado a se retirar da luta.
Chiesa enfrentou Anton Kuivanen em 23 de Fevereiro de 2013 no UFC 157, e venceu por Finalização no segundo round.
Chiesa era esperado para enfrentar Reza Madadi em 27 de Julho de 2013 no UFC on Fox: Johnson vs. Moraga, mas Madadi se lesionou e foi substituído por Jorge Masvidal. Chiesa perdeu por Finalização no segundo round, sofrendo sua primeira derrota profissional no MMA.
Chiesa enfrentou o vencedor do TUF 16, Colton Smith em 6 de Novembro de 2013 no UFC: Fight for the Troops 3. Chiesa venceu por Finalização no segundo round.
Chiesa enfrentou Francisco Trinaldo em 24 de Maio de 2014 no UFC 173 e venceu por decisão unânime.
Chiesa foi derrotado Joe Lauzon em 5 de Setembro de 2014 no UFC Fight Night: Jacaré vs. Mousasi II por interrupção médica. Ele ganhou o prêmio de Luta da Noite.
Chiesa enfrentou o canadense Mitch Clarke em 4 de Abril de 2015 no UFC Fight Night: Mendes vs. Lamas e o derrotou por decisão unânime. Ele enfrentou o veterano Jim Miller em 10 de Dezembro de 2015 no UFC Fight Night: Namajunas vs. VanZant e o venceu por finalização no segundo round.

## Cartel no MMA
| Cartel no MMA   |             |            |
| 24 lutas        | 18 vitórias | 6 derrotas |
| Por nocaute     | 0           | 1          |
| Por finalização | 11          | 4          |
| Por decisão     | 7           | 1          |

| Res.    | Cartel | Oponente           | Método                                     | Evento                                  | Data       | Round | Tempo | Local                       | Notas                                                 |
| ------- | ------ | ------------------ | ------------------------------------------ | --------------------------------------- | ---------- | ----- | ----- | --------------------------- | ----------------------------------------------------- |
| Derrota | 18-7   | Kevin Holland      | Finalização (estrangulamento d'arce)       | UFC 291: Poirier vs. Gaethje 2          | 29/07/2023 | 1     | 2:39  | Salt Lake City, Utah        |                                                       |
| Derrota | 18-6   | Sean Brady         | Decisão (unânime)                          | UFC Fight Night: Vieira vs. Tate        | 20/11/2021 | 3     | 5:00  | Las Vegas, Nevada           |                                                       |
| Derrota | 18-5   | Vicente Luque      | Finalização (estrangulamento d'arce)       | UFC 265: Lewis vs. Gane                 | 07/08/2021 | 1     | 3:25  | Houston, Texas              |                                                       |
| Vitória | 18-4   | Neil Magny         | Decisão (unânime)                          | UFC on ESPN: Chiesa vs. Magny           | 20/01/2021 | 5     | 5:00  | Abu Dhabi                   |                                                       |
| Vitória | 17-4   | Rafael dos Anjos   | Decisão (unânime)                          | UFC Fight Night: Blaydes vs. dos Santos | 25/01/2020 | 3     | 5:00  | Raleigh, Carolina do Norte  |                                                       |
| Vitória | 16-4   | Diego Sanchez      | Decisão (unânime)                          | UFC 239: Jones vs. Santos               | 06/07/2019 | 3     | 5:00  | Las Vegas, Nevada           |                                                       |
| Vitória | 15-4   | Carlos Condit      | Finalização (kimura)                       | UFC 232: Jones vs. Gustafsson II        | 29/12/2018 | 2     | 0:56  | Inglewood, California       | Estreia nos Meio Médios.                              |
| Derrota | 14-4   | Anthony Pettis     | Finalização (triângulo com chave de braço) | UFC 226: Miocic vs. Cormier             | 07/07/2018 | 2     | 0:52  | Las Vegas, Nevada           |                                                       |
| Derrota | 14-3   | Kevin Lee          | Finalização Técnica (mata leão)            | UFC Fight Night: Chiesa vs. Lee         | 25/06/2017 | 1     | 4:37  | Cidade de Oklahoma          |                                                       |
| Vitória | 14-2   | Beneil Dariush     | Finalização (mata leão)                    | UFC on Fox: Teixeira vs. Evans          | 16/04/2016 | 2     | 1:20  | Tampa, Flórida              | Performance da Noite.                                 |
| Vitória | 13-2   | Jim Miller         | Finalização (mata leão)                    | UFC Fight Night: Namajunas vs. VanZant  | 10/12/2015 | 2     | 2:57  | Las Vegas, Nevada           | Luta da Noite.                                        |
| Vitória | 12-2   | Mitch Clarke       | Decisão (unânime)                          | UFC Fight Night: Mendes vs. Lamas       | 04/04/2015 | 3     | 5:00  | Fairfax, Virgínia           |                                                       |
| Derrota | 11-2   | Joe Lauzon         | Nocaute Técnico (interrupção médica)       | UFC Fight Night: Jacaré vs. Mousasi II  | 05/09/2014 | 2     | 2:14  | Ledyard, Connecticut        | Luta da Noite.                                        |
| Vitória | 11-1   | Francisco Trinaldo | Decisão (unânime)                          | UFC 173: Barão vs. Dillashaw            | 24/05/2014 | 3     | 5:00  | Las Vegas, Nevada           |                                                       |
| Vitória | 10-1   | Colton Smith       | Finalização (mata leão)                    | UFC: Fight for the Troops 3             | 06/11/2013 | 2     | 1:41  | Fort Campbell, Kentucky     | Finalização da Noite.                                 |
| Derrota | 9-1    | Jorge Masvidal     | Finalização (estrangulamento d'arce)       | UFC on Fox: Johnson vs. Moraga          | 27/07/2013 | 2     | 4:59  | Seattle, Washington         |                                                       |
| Vitória | 9-0    | Anton Kuivanen     | Finalização (mata leão)                    | UFC 157: Rousey vs. Carmouche           | 23/02/2013 | 2     | 2:29  | Anaheim, Califórnia         |                                                       |
| Vitória | 8-0    | Al Iaquinta        | Finalização Técnica (mata leão)            | The Ultimate Fighter: Live Finale       | 01/06/2012 | 1     | 2:47  | Las Vegas, Nevada           | Estreia no UFC; Venceu o TUF 15; Finalização da Noite |
| Vitória | 7-0    | Darrell Fenner     | Finalização (mata leão)                    | CageSport 16                            | 01/10/2011 | 1     | 0:45  | Tacoma, Washington          |                                                       |
| Vitória | 6-0    | Matt Coble         | Finalização (mata leão)                    | Lords of the Cage 6                     | 16/07/2011 | 1     | 2:13  | Manson, Washington          |                                                       |
| Vitória | 5-0    | Evian Rodriguez    | Finalização (mata leão)                    | Lords of the Cage 5                     | 28/04/2011 | 1     | 1:03  | Airway Heights, Washington  |                                                       |
| Vitória | 4-0    | Darcy James        | Finalização (estrangulamento d'arce)       | Battlefield Fight League 7              | 26/03/2011 | 1     | 1:36  | Nanaimo, Colúmbia Britânica |                                                       |
| Vitória | 3-0    | Andy Paves         | Decisão (unânime)                          | Rumble on the Ridge 14                  | 20/10/2010 | 3     | 5:00  | Snoqualmie, Washington      |                                                       |
| Vitória | 2-0    | Brian Wilson       | Decisão (unânime)                          | Arnett Promotions 3                     | 21/02/2009 | 3     | 5:00  | Clarkston, Washington       |                                                       |
| Vitória | 1-0    | Charon Spain       | Finalização (triângulo)                    | Thunder and Lightning                   | 16/08/2008 | 2     | N/A   | Lapwai, Idaho               |                                                       |